# Metaalbrand

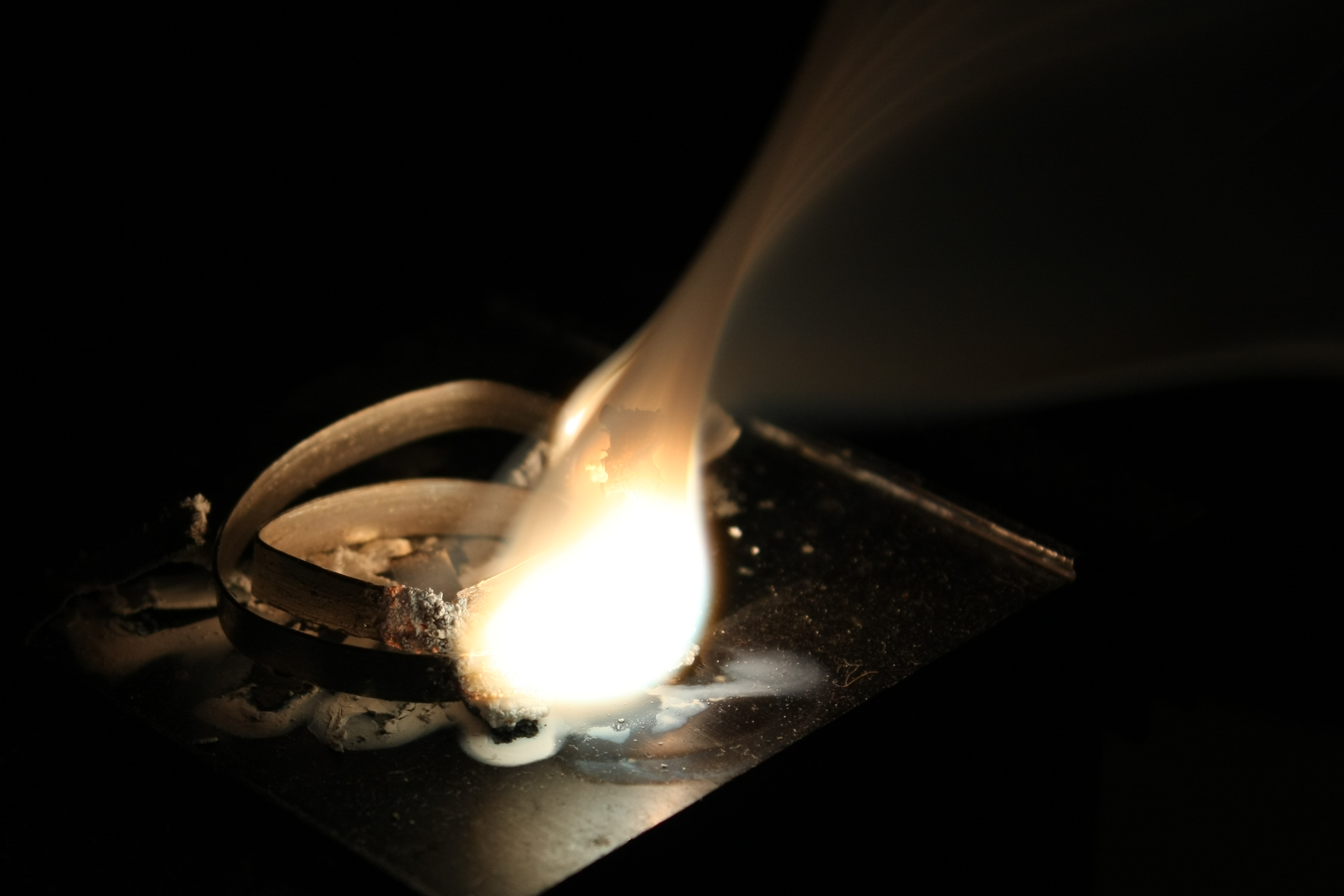
Brandend magnesium is een voorbeeld van een metaalbrand.

Een metaalbrand is een brand waarbij metalen als brandstof betrokken zijn. Het gaat daarbij om reactieve en makkelijk oxideerbare metalen, zoals magnesium, titanium, zirkonium, lithium, natrium of kalium. Metaalbranden worden geclassificeerd als klasse D. Ze zijn gevaarlijk doordat gangbare blusmethodes contraproductief kunnen zijn en er grote hitte en explosieve gassen kunnen ontstaan.
Fijn verdeeld materiaal zoals metaalpoeder of -wol, ontbrandt bijzonder makkelijk.

## Blussen van metaalbranden
Metaalbranden dienen te worden geblust met droge poedervormige blusmiddelen, zoals zand, grafiet of natriumchloride. Poeders zorgen dat er geen zuurstoftoevoer meer is en dat de warmte snel weggeleid wordt. Conventionele blusmiddelen zoals water en koolstofdioxide zijn ongeschikt om metaalbranden te blussen.